# Saison NBA 1992-1993
Navigation
Saison 1991-1992 Saison 1993-1994
La saison NBA 1992-1993 est la 44e saison de la NBA (la 47e en comptant les 3 saisons de BAA). Les Chicago Bulls remportent leur troisième titre consécutif en battant en Finale les Phoenix Suns par 4 victoires à 2. 

## Faits notables
- Le NBA All-Star Game 1993 s'est déroulé au Delta Center à Salt Lake City, où les All-Star de l'Ouest ont vaincu les All-Star de l'Est sur le score de 135 à 132 après prolongations. Karl Malone et John Stockton furent élus co-Most Valuable Player.
- Les Phoenix Suns jouent leur premier match à l'America West Arena.
- Dominique Wilkins inscrit son 20000e point en carrière.
- Michael Jordan inscrit son 20000e point en carrière et égale Wilt Chamberlain avec son septième titre de meilleur marqueur, il égale également le record du plus grand nombre de saisons consécutives et au total à plus de 30 points de moyenne ; il est également le meilleur intercepteur pour la troisième fois de sa carrière et rejoint Alvin Robertson et Michael Ray Richardson.
- Lors du Game 3 des Finals NBA, les Phoenix Suns battent les Chicago Bulls en triple prolongation 129 - 121. C'est la seconde fois qu'un match des Finals se termine après trois prolongations et la première depuis 1976, avec les Suns encore une fois.
- Les Bulls battent les Suns devenant la première équipe à remporter trois titres consécutifs depuis plus de 30 ans.
- Michael Jordan inscrit 57 points et délivre 10 passes décisives le 23 décembre 1992 contre les Washington Bullets, il rejoint Oscar Robertson (56 points - 12 passes en 1963-1964) dans le cercle très fermé des joueurs ayant marqué plus de 50 points et 10 passes décisives dans le même match.

## Classements de la saison régulière
| Champion de division | Qualifié pour les playoffs | Non qualifié pour les playoffs |

### Par division
| Division Atlantique   | V  | D  | PCT  | GB |
| --------------------- | -- | -- | ---- | -- |
| Knicks de New York    | 60 | 22 | 73,2 | -  |
| Celtics de Boston     | 48 | 34 | 58,5 | 12 |
| Nets du New Jersey    | 43 | 39 | 52,4 | 17 |
| Magic d'Orlando       | 41 | 41 | 50,0 | 19 |
| Heat de Miami         | 36 | 46 | 43,9 | 24 |
| 76ers de Philadelphie | 26 | 56 | 31,7 | 34 |
| Bullets de Washington | 22 | 60 | 23,8 | 38 |

| Division Centrale      | V  | D  | PCT  | GB |
| ---------------------- | -- | -- | ---- | -- |
| Bulls de Chicago C     | 57 | 25 | 69,5 | -  |
| Cavaliers de Cleveland | 54 | 28 | 65,9 | 3  |
| Hornets de Charlotte   | 44 | 38 | 53,7 | 13 |
| Hawks d'Atlanta        | 43 | 39 | 52,4 | 14 |
| Pacers de l'Indiana    | 41 | 41 | 50,0 | 16 |
| Pistons de Détroit     | 40 | 42 | 48,8 | 17 |
| Bucks de Milwaukee     | 28 | 54 | 34,1 | 29 |

| Division Midwest          | V  | D  | PCT  | GB |
| ------------------------- | -- | -- | ---- | -- |
| Rockets de Houston        | 55 | 27 | 67,1 | -  |
| Spurs de San Antonio      | 49 | 33 | 59,8 | 6  |
| Jazz de l'Utah            | 47 | 35 | 57,3 | 8  |
| Nuggets de Denver         | 36 | 46 | 43,9 | 19 |
| Timberwolves du Minnesota | 19 | 63 | 23,2 | 36 |
| Mavericks de Dallas       | 11 | 71 | 13,4 | 44 |

| Division Pacifique        | V  | D  | PCT  | GB |
| ------------------------- | -- | -- | ---- | -- |
| Suns de Phoenix           | 62 | 20 | 75.6 | -  |
| SuperSonics de Seattle    | 55 | 27 | 67.1 | 7  |
| Trail Blazers de Portland | 51 | 31 | 62.2 | 11 |
| Clippers de Los Angeles   | 41 | 41 | 50.0 | 21 |
| Lakers de Los Angeles     | 39 | 43 | 47.6 | 23 |
| Warriors de Golden State  | 34 | 48 | 41.5 | 28 |
| Kings de Sacramento       | 25 | 57 | 30.5 | 37 |

### Par conférence
| Conférence Est | Conférence Est         | Conférence Est | Conférence Est | Conférence Est |
| No             | Franchise              | Vic.           | Déf.           | PCT            |
| -------------- | ---------------------- | -------------- | -------------- | -------------- |
| 1              | Knicks de New York     | 60             | 22             | 73,2           |
| 2              | Bulls de Chicago C     | 57             | 25             | 69,5           |
| 3              | Cavaliers de Cleveland | 54             | 28             | 65,9           |
| 4              | Celtics de Boston      | 48             | 34             | 58,5           |
| 5              | Hornets de Charlotte   | 44             | 38             | 53,7           |
| 6              | Nets du New Jersey     | 43             | 39             | 52,4           |
| 7              | Hawks d'Atlanta        | 43             | 39             | 52,4           |
| 8              | Pacers de l'Indiana    | 41             | 41             | 50,0           |
|                |                        |                |                |                |
| 9              | Magic d'Orlando        | 41             | 41             | 50,0           |
| 10             | Pistons de Détroit     | 40             | 42             | 48,8           |
| 11             | Heat de Miami          | 36             | 46             | 43,9           |
| 12             | Bucks de Milwaukee     | 28             | 54             | 34,1           |
| 13             | 76ers de Philadelphie  | 26             | 56             | 31,7           |
| 14             | Bullets de Washington  | 22             | 60             | 23,8           |

| Conférence Ouest | Conférence Ouest          | Conférence Ouest | Conférence Ouest | Conférence Ouest |
| No               | Franchise                 | Vic.             | Déf.             | PCT              |
| ---------------- | ------------------------- | ---------------- | ---------------- | ---------------- |
| 1                | Suns de Phoenix           | 62               | 20               | 75.6             |
| 2                | Rockets de Houston        | 55               | 27               | 67,1             |
| 3                | SuperSonics de Seattle    | 55               | 27               | 67.1             |
| 4                | Trail Blazers de Portland | 51               | 31               | 62.2             |
| 5                | Spurs de San Antonio      | 49               | 33               | 59,8             |
| 6                | Jazz de l'Utah            | 47               | 35               | 57,3             |
| 7                | Clippers de Los Angeles   | 41               | 41               | 50.0             |
| 8                | Lakers de Los Angeles     | 39               | 43               | 47.6             |
|                  |                           |                  |                  |                  |
| 9                | Nuggets de Denver         | 36               | 46               | 43,9             |
| 10               | Warriors de Golden State  | 34               | 48               | 41.5             |
| 11               | Kings de Sacramento       | 25               | 57               | 30.5             |
| 12               | Timberwolves du Minnesota | 19               | 63               | 23,2             |
| 13               | Mavericks de Dallas       | 11               | 71               | 13,4             |

C - Champions NBA

## Playoffs
|  | 1er tour         | 1er tour                | 1er tour               |   |                           | Demi-finales de Conférence | Demi-finales de Conférence | Demi-finales de Conférence |  |   | Finales de Conférence | Finales de Conférence | Finales de Conférence |  |    | Finales NBA      | Finales NBA | Finales NBA |
|  |                  |                         |                        |   |                           |                            |                            |                            |  |   |                       |                       |                       |  |    |                  |             |             |
|  | 1                | Knicks de New York      | 3                      |   |                           |                            |                            |                            |  |   |                       |                       |                       |  |    |                  |             |             |
|  | 8                | Pacers de l'Indiana     | 1                      |   |                           |                            |                            |                            |  |   |                       |                       |                       |  |    |                  |             |             |
|  | 8                | Pacers de l'Indiana     | 1                      |   | 1                         | Knicks de New York         | 4                          |                            |  |   |                       |                       |                       |  |    |                  |             |             |
|  |                  |                         |                        |   | 1                         | Knicks de New York         | 4                          |                            |  |   |                       |                       |                       |  |    |                  |             |             |
|  |                  | 5                       | Hornets de Charlotte   | 1 |                           |                            |                            |                            |  |   |                       |                       |                       |  |    |                  |             |             |
|  | 4                | 5                       | Hornets de Charlotte   | 1 | Celtics de Boston         | 1                          |                            |                            |  |   |                       |                       |                       |  |    |                  |             |             |
|  | 4                |                         |                        |   | Celtics de Boston         | 1                          |                            |                            |  |   |                       |                       |                       |  |    |                  |             |             |
|  | 5                | Charlotte Hornets       | 3                      |   |                           |                            |                            |                            |  |   |                       |                       |                       |  |    |                  |             |             |
|  | 5                | Charlotte Hornets       | 3                      |   |                           |                            |                            |                            |  | 1 | Knicks de New York    | 2                     |                       |  |    |                  |             |             |
|  | Conférence Est   |                         |                        |   |                           |                            |                            |                            |  | 1 | Knicks de New York    | 2                     |                       |  |    |                  |             |             |
|  |                  | 2                       | Bulls de Chicago       | 4 |                           |                            |                            |                            |  |   |                       |                       |                       |  |    |                  |             |             |
|  | 3                | 2                       | Bulls de Chicago       | 4 | Cavaliers de Cleveland    | 3                          |                            |                            |  |   |                       |                       |                       |  |    |                  |             |             |
|  | 3                |                         |                        |   | Cavaliers de Cleveland    | 3                          |                            |                            |  |   |                       |                       |                       |  |    |                  |             |             |
|  | 6                | New Jersey Nets         | 2                      |   |                           |                            |                            |                            |  |   |                       |                       |                       |  |    |                  |             |             |
|  | 6                | New Jersey Nets         | 2                      |   | 3                         | Cavaliers de Cleveland     | 0                          |                            |  |   |                       |                       |                       |  |    |                  |             |             |
|  |                  |                         |                        |   | 3                         | Cavaliers de Cleveland     | 0                          |                            |  |   |                       |                       |                       |  |    |                  |             |             |
|  |                  | 2                       | Bulls de Chicago       | 4 |                           |                            |                            |                            |  |   |                       |                       |                       |  |    |                  |             |             |
|  | 2                | 2                       | Bulls de Chicago       | 4 | Bulls de Chicago          | 3                          |                            |                            |  |   |                       |                       |                       |  |    |                  |             |             |
|  | 2                |                         |                        |   | Bulls de Chicago          | 3                          |                            |                            |  |   |                       |                       |                       |  |    |                  |             |             |
|  | 7                | Hawks d'Atlanta         | 0                      |   |                           |                            |                            |                            |  |   |                       |                       |                       |  |    |                  |             |             |
|  | 7                | Hawks d'Atlanta         | 0                      |   |                           |                            |                            |                            |  |   |                       |                       |                       |  | E2 | Bulls de Chicago | 4           |             |
|  |                  |                         |                        |   |                           |                            |                            |                            |  |   |                       |                       |                       |  | E2 | Bulls de Chicago | 4           |             |
|  |                  | O1                      | Suns de Phoenix        | 2 |                           |                            |                            |                            |  |   |                       |                       |                       |  |    |                  |             |             |
|  | 1                | O1                      | Suns de Phoenix        | 2 | Suns de Phoenix           | 3                          |                            |                            |  |   |                       |                       |                       |  |    |                  |             |             |
|  | 1                |                         |                        |   | Suns de Phoenix           | 3                          |                            |                            |  |   |                       |                       |                       |  |    |                  |             |             |
|  | 8                | Lakers de Los Angeles   | 2                      |   |                           |                            |                            |                            |  |   |                       |                       |                       |  |    |                  |             |             |
|  | 8                | Lakers de Los Angeles   | 2                      |   | 1                         | Suns de Phoenix            | 4                          |                            |  |   |                       |                       |                       |  |    |                  |             |             |
|  |                  |                         |                        |   | 1                         | Suns de Phoenix            | 4                          |                            |  |   |                       |                       |                       |  |    |                  |             |             |
|  |                  | 5                       | Spurs de San Antonio   | 2 |                           |                            |                            |                            |  |   |                       |                       |                       |  |    |                  |             |             |
|  | 4                | 5                       | Spurs de San Antonio   | 2 | Trail Blazers de Portland | 1                          |                            |                            |  |   |                       |                       |                       |  |    |                  |             |             |
|  | 4                |                         |                        |   | Trail Blazers de Portland | 1                          |                            |                            |  |   |                       |                       |                       |  |    |                  |             |             |
|  | 5                | Spurs de San Antonio    | 3                      |   |                           |                            |                            |                            |  |   |                       |                       |                       |  |    |                  |             |             |
|  | 5                | Spurs de San Antonio    | 3                      |   |                           |                            |                            |                            |  | 1 | Suns de Phoenix       | 4                     |                       |  |    |                  |             |             |
|  | Conférence Ouest |                         |                        |   |                           |                            |                            |                            |  | 1 | Suns de Phoenix       | 4                     |                       |  |    |                  |             |             |
|  |                  | 3                       | Supersonics de Seattle | 3 |                           |                            |                            |                            |  |   |                       |                       |                       |  |    |                  |             |             |
|  | 3                | 3                       | Supersonics de Seattle | 3 | Supersonics de Seattle    | 3                          |                            |                            |  |   |                       |                       |                       |  |    |                  |             |             |
|  | 3                |                         |                        |   | Supersonics de Seattle    | 3                          |                            |                            |  |   |                       |                       |                       |  |    |                  |             |             |
|  | 6                | Jazz de l'Utah          | 2                      |   |                           |                            |                            |                            |  |   |                       |                       |                       |  |    |                  |             |             |
|  | 6                | Jazz de l'Utah          | 2                      |   | 3                         | Supersonics de Seattle     | 4                          |                            |  |   |                       |                       |                       |  |    |                  |             |             |
|  |                  |                         |                        |   | 3                         | Supersonics de Seattle     | 4                          |                            |  |   |                       |                       |                       |  |    |                  |             |             |
|  |                  | 2                       | Rockets de Houston     | 3 |                           |                            |                            |                            |  |   |                       |                       |                       |  |    |                  |             |             |
|  | 2                | 2                       | Rockets de Houston     | 3 | Rockets de Houston        | 3                          |                            |                            |  |   |                       |                       |                       |  |    |                  |             |             |
|  | 2                |                         |                        |   | Rockets de Houston        | 3                          |                            |                            |  |   |                       |                       |                       |  |    |                  |             |             |
|  | 7                | Clippers de Los Angeles | 2                      |   |                           |                            |                            |                            |  |   |                       |                       |                       |  |    |                  |             |             |

## Leaders de la saison régulière
| Catégorie                      | Joueur          | Equipe                   | Stat   |
| ------------------------------ | --------------- | ------------------------ | ------ |
| Points par match               | Michael Jordan  | Bulls de Chicago         | 32.6   |
| Rebonds par match              | Dennis Rodman   | Pistons de Détroit       | 18.3   |
| Passe décisives par match      | John Stockton   | Jazz de l'Utah           | 12.0   |
| Interceptions par match        | Michael Jordan  | Bulls de Chicago         | 2.8    |
| Contres par match              | Hakeem Olajuwon | Rockets de Houston       | 4.2    |
| Pourcentage aux tirs           | Cedric Ceballos | Suns de Phoenix          | 57,6 % |
| Pourcentage à 3 points         | Chris Mullin    | Warriors de Golden State | 45,1 % |
| Pourcentage aux lancers-francs | Mark Price      | Cavaliers de Cleveland   | 94,8 % |

## Récompenses individuelles
- Most Valuable Player : Charles Barkley, Suns de Phoenix
- Rookie of the Year : Shaquille O'Neal, Magic d'Orlando
- Defensive Player of the Year : Hakeem Olajuwon, Rockets de Houston
- Sixth Man of the Year Clifford R. Robinson, Trail Blazers de Portland
- Most Improved Player : Chris Jackson, Nuggets de Denver
- Coach of the Year : Pat Riley, Knicks de New York
- Executive of the Year : Jerry Colangelo, Suns de Phoenix
- J.Walter Kennedy Sportsmanship Award : Terry Porter, Trail Blazers de Portland

- All-NBA First Team :
  - F - Karl Malone, Jazz de l'Utah
  - F - Charles Barkley, Suns de Phoenix
  - C - Hakeem Olajuwon, Rockets de Houston
  - G - Michael Jordan, Bulls de Chicago
  - G - Mark Price, Cavaliers de Cleveland

- All-NBA Second Team :
  - F - Dominique Wilkins, Hawks d'Atlanta
  - F - Larry Johnson, Hornets de Charlotte
  - C - Patrick Ewing, Knicks de New York
  - G - John Stockton, Jazz de l'Utah
  - G - Joe Dumars, Pistons de Détroit

- All-NBA Third Team :
  - F - Scottie Pippen, Bulls de Chicago
  - F - Derrick Coleman, Nets du New Jersey
  - C - David Robinson, Spurs de San Antonio
  - G - Tim Hardaway, Warriors de Golden State
  - G - Dražen Petrović, Nets du New Jersey

- NBA All-Defensive First Team :
  - F - Scottie Pippen, Bulls de Chicago
  - F - Dennis Rodman, Pistons de Détroit
  - C - Hakeem Olajuwon, Rockets de Houston
  - G - Michael Jordan, Bulls de Chicago
  - G - Joe Dumars, Pistons de Detroit

- NBA All-Defensive Second Team :
  - F - Horace Grant, Bulls de Chicago
  - F - David Robinson, Spurs de San Antonio
  - C - Larry Nance, Cavaliers de Cleveland
  - G - Dan Majerle, Suns de Phoenix
  - G - John Starks, Knicks de New York

- NBA All-Rookie First Team :
  - Shaquille O'Neal, Magic d'Orlando
  - Christian Laettner, Timberwolves du Minnesota
  - LaPhonso Ellis, Nuggets de Denver
  - Alonzo Mourning, Hornets de Charlotte
  - Tom Gugliotta, Bullets de Washington

- NBA All-Rookie Second Team :
  - Walt Williams, Kings de Sacramento
  - Clarence Weatherspoon, 76ers de Philadelphie
  - Latrell Sprewell, Warriors de Golden State
  - Robert Horry, Rockets de Houston
  - Richard Dumas, Suns de Phoenix

- MVP des Finales : Michael Jordan, Bulls de Chicago